# Boomerang (canal TV)
Boomerang este un canal de televiziune din SUA care difuzează desene animate deținut de Warner Bros. Discovery. Inițial a funcționat ca un bloc de programe, începând de la 8 decembrie 1992, pe Cartoon Network. De la 1 aprilie 2000 a început să emită ca post de televiziune independent, dar blocul de programe a continuat până la 3 octombrie 2004.
În februarie 2015, canalul Boomerang era recepționat în aproximativ 43,6 milioane de locuințe din Statele Unite ale Americii (37,5% din totalul acestora).

## În România
În România, canalul Boomerang a fost lansat pe data de 7 noiembrie 2009, fiind disponibil în rețelele Orange România (fostul Romtelecom Dolce), Digi TV Satelit, RCS & RDS, Focus Sat și Vodafone România (fostul UPC România).
La început, desenele erau difuzate în limba engleză. Din data de 15 iunie 2010, Boomerang transmite unele seriale și în limba română. Din data de 12 octombrie 2011, toate serialele Boomerang sunt transmise în limba română, au fost introduse reclamele în limba română și de aceea majoritatea desenelor au fost scoase de pe grilă.
Boomerang România este unul dintre cele mai populare canale de televiziune, care ajunge la 741.000 de copii în fiecare lună. În noiembrie 2015, postul era situat pe locul 2 pe acest segment de piață. Cele mai apreciate seriale sunt The Garfield Show, Tom și Jerry se dau în spectacol și Scooby-Doo.
Boomerang este o rețea de cablu și satelit digital cu recepție 24 de ore, oferind cel mai bun divertisment animat, clasic și contemporan. Boomerang se adresează băieților și fetelor cu vârste cuprinse între 2 și 14 ani, și familiilor acestora, oferind un amestec interesant de desene animate vesele și amuzante pentru toată familia, cum ar fi: Scooby Doo, Tom și Jerry și Garfield. În luna ianuarie 2023 s-a anunțat printr-un ident că postul Boomerang urmează să fie închis în luna martie a aceluiași an.
La data de 18 martie 2023, în urmă emisiei unui episod din Marele Mike, Boomerang își încetează transmisiunea, afișand un ident în care logo-ul acestuia se schimbă in logo-ul Cartoonito, indicând preschimbarea acestuia permanentă în postul dat.

## Seriale Boomerang
- Agentul Binky: Animăluțe în spațiul cosmic
- Alice și Lewis
- Angelo e cel mai tare
- Ajutor! Vine trupa ursului Chică!
- Animaniacii
- Apărătorii regatelor
- Atom-furnica
- Aventurile ursului Yogi
- Baby Looney Tunes
- Banane în pijamale
- Ben 10 (2016)
- Bufniță și prietenii lui
- Casa Foster pentru prieteni imaginari
- Căpitanul Cavernelor
- Cățelul din Pocketville
- Cățelul Pat
- Cârtițel
- Ce e nou, Scooby-Doo?
- Cele 13 fantome ale lui Scooby-Doo
- Coconut - Micul dragon
- Copiii Flintstone
- Contele Duckula
- Ciupi-Ciupi și ciupercuțele
- Curse Trăsnite
- Curse Trăsnite (2017)
- Danger Mouse
- Dastardly și Muttley în aparatele lor de zbor
- Dezastrele regelui Arthur
- Dl. Magoo
- Dorothy și Vrăjitorul din Oz
- Draculaș, vampirul iepuraș
- Droopy Maestrul Detectiv
- Duck Dodgers
- Dumb and Dumber
- Eu și cavalerul meu
- Familia Addams
- Familia Flintstone
- Familia Happos
- Familia Jetson
- Fii tare, Scooby-Doo!
- Flintstone Frolics
- George, regele junglei
- Gorila Magilla
- Heathcliff și Marmaduke
- Grizzy și lemingii
- Hong Kong Phooey
- Huckleberry Hound
- Inch High, Private Eye
- Inspector Gadget
- În ritmul junglei
- Jabberjaw
- Johnny Bravo
- Josie și Pisicile
- Krypto, câinele erou
- La Zoo
- Laboratorul lui Dexter
- Lamput
- Leul Lippy și Hardy Har Har
- Lumea poveștilor Cartoonito/Boomerang
- Looney Tunes
- Lumea Looney Tunes
- Masca
- Marele Mike
- Micii poznași
- Mielul la oraș
- Mike, Lu și Og
- Miss Moon
- Misterele lui Sylvester și Tweety
- Muuu și Beee: Povești de la fermă
- Mr. Bean
- Noile filme cu Scooby-Doo
- Ninja Express
- Noile Looney Tunes
- Orășelul leneș
- Oddbods
- Pantera Roz și prietenii săi
- Patrula timpului
- Patrula junglei în acțiune
- Păienjenelul Lucas
- Peripețiile Penelopei Pitstop
- Pixie și Dixie și Dr. Jinks
- Popeye
- Povești cu Tom și Jerry
- Povești de la stația de pompieri
- Power Players
- Ratonii
- Quick Draw McGraw
- Robin Hood: Năzbâtii în Sherwood
- Scooby-Doo
- Scooby-Doo, unde ești tu?
- Scooby Doo și cine crezi tu?
- Scooby Doo și Scrappy-Doo (1979)
- Scooby Doo și Scrappy-Doo (1980)
- Skunk Fu!
- Snagglepuss
- Super motanul
- Școala de sperieturi a lui Casper
- Stă să plouă cu chiftele
- Taffy
- Taz-Mania
- Tex Avery Show
- The Garfield Show
- Tom și Jerry
- Tom și Jerry în copilărie
- Tom si Jerry în New York
- Tom și Jerry se dau în spectacol
- Ursulețul Paddington
- Yabba Dabba Dinozauri
- Yogi și vânătoarea de comori

## Blocuri de programe
- Comoara Boomerang
- Cutiuța cu surprize Boomerang
- Maratonul filmelor cu Tom și Jerry
- Ora lui Garfield
- Duminica lui Scooby
- Cursa Boomerang
- Timp cu familia
- BOOM BOOM BOOM
- Un weekend cu Garfield
- Excursie de weekend cu Scooby-Doo
- Un weekend de paște cu Baby Looney Tunes
- Un weekend de iarnă
- Maratonul pisicuțelor
- Maratonul estival
- Halloween cu Scooby-Doo
- Maratonul de vacanță
- Bu Hu Hu, Scooby-Doo!
- Săptămâna Mr. Bean
- Ziua Tom și Jerry
- Cinema Boomerang cu Garfield
- Cinema Boomerang de vară
- Cinema Boomerang de iarnă
- Weekend cu Draculas, vampirul iepuras
- Grozavele aventuri ale lui Tom și Jerry
- Dedectivii în acțiune
- Maratonul de la prânz
- Cinema Boomerang cu Scooby-Doo
- Curiozități în lumea dinozaurilor
- Weekend cu Baby Looney Tunes
- Călătorie în jurul lumii cu Scooby Doo
- Câini și pisici
- Mistere și aventuri cu Scooby-Doo
- Locul de joacă Boomerang

## Filme Boomerang Cinema

### Hanna-Barbera
- Hey There, It's Yogi Bear! (1964)
- Omul numit Flintstone (1966)
- Arca lui Yogi (1972)
- Evadarea lui Yogi (1987)
- Familiile Jetson și Flintstone (1987)
- Yogi Bear and the Magical Flight of the Spruce Goose (1987)
- Top Cat și motanii din Beverly Hills (1987)
- Rockin' Roll cu Judy Jetson (1988)
- Bunul, răul și câinele Huckleberry (1988)
- Familia Flintstone: Eu Yabba-Dabba Do! (1993)
- Familia Flintstone în Hollyrock (1995)

### Scooby-Doo
- Scooby Doo merge la Hollywood (1979)
- Scooby-Doo îi cunoaște pe frații Boo (1987)
- Scooby-Doo și Școala de Vampiri (1988)
- Scooby-Doo și Vârcolacii Potrivnici (1988)
- Scooby-Doo în Nopțile Arabe (1994)
- Scooby-Doo în Insula Zombie (1998)
- Scooby-Doo și Fantoma Vrăjitoarei (1999)
- Scooby-Doo și Invadatorii Extratereștri (2000)
- Scooby-Doo și Vânătoarea de Viruși (2001)
- Scooby-Doo și Legenda Vampirului (2003)
- Scooby-Doo și Monstrul din Mexic (2003)
- Scooby-Doo și Monstrul din Loch Ness (2004)
- Aloha, Scooby-Doo! (2005)
- Scooby-Doo în Unde e Mumia mea? (2005)
- Scooby-Doo și Pirații Ahoy (2006)
- Răcorește-te, Scooby-Doo! (2007)
- Scooby-Doo și Regele Spiridușilor (2008)
- Scooby-Doo și Sabia Samuraiului (2009)
- Scooby-Doo! Masca Șoimului Albastru (2013)
- Lego Scooby-Doo: Teroarea Cavalerului Negru (2015)

### Tom și Jerry
- Tom și Jerry: Filmul (1992)
- Tom și Jerry: Inelul fermecat (2002)
- Tom și Jerry: Misiune pe Marte (2005)
- Tom și Jerry: Iute și furios (2005)
- Tom și Jerry: Pe mustața mea! (2006)
- Tom și Jerry: Povestea spărgătorului de nuci (2007)
- Tom și Jerry îl întâlnesc pe Sherlock Holmes (2010)
- Tom și Jerry: Spionii (2015)

### Garfield
- Garfield: Povești cu blănoși (2012)
- Garfield: Lyman cel de mult pierdut (2012)
- Garfield: Mici probleme în China (2012)
- Garfield: Regina leoaică (2013)
- Garfield: Vrăjit (2013)
- Garfield: Răutăcioasele mașinării (2013)
- Garfield: Valea strălucirii (2013)
- Garfield: Împotriva tuturor valurilor (2013)
- Garfield: Copacul cu lasagna (2014)
- Garfield: În sălbăticie (2014)
- Garfield: Revolta rozătoarelor (2015)
- Aventurile lui Garfield în lumea reala (2007)

### Alpha și Omega
- Alpha și Omega 2: Aventuri de sărbători (2013)
- Alpha și Omega 3: Marile jocuri ale lupilor (2015)
- Alpha și Omega 4: Legenda dintelui ascuțit (2015)
- Alpha și Omega 5: Vacanță în familie (2015)
- Alpha și Omega 6: Săpături de dinozaur (2016)
- Alpha și Omega 7: Marea înghețare (2016)
- Alpha and Omega 8: Journey to Bear Kingdom (2017)

### Orășelul leneș
- Noul supererou din Orășelul leneș (2005)
- Orășelul leneș: Pantera purpurie (2013)

### Alte filme
- The Phantom Tollbooth (1970)
- Stăpânul cărților (1994)
- Școala de sperieturi a lui Casper (2006)
- Pantera roz: Un crăciun roz (2011)
- Reportaj din junglă: Înapoi pe ghețar (2013)